# Ibervillea tenuisecta
Ibervillea tenuisecta är en gurkväxtart som först beskrevs av Samuel Frederick Gray, och fick sitt nu gällande namn av John Kunkel Small. Ibervillea tenuisecta ingår i släktet Ibervillea och familjen gurkväxter. Inga underarter finns listade i Catalogue of Life.

## Bildgalleri

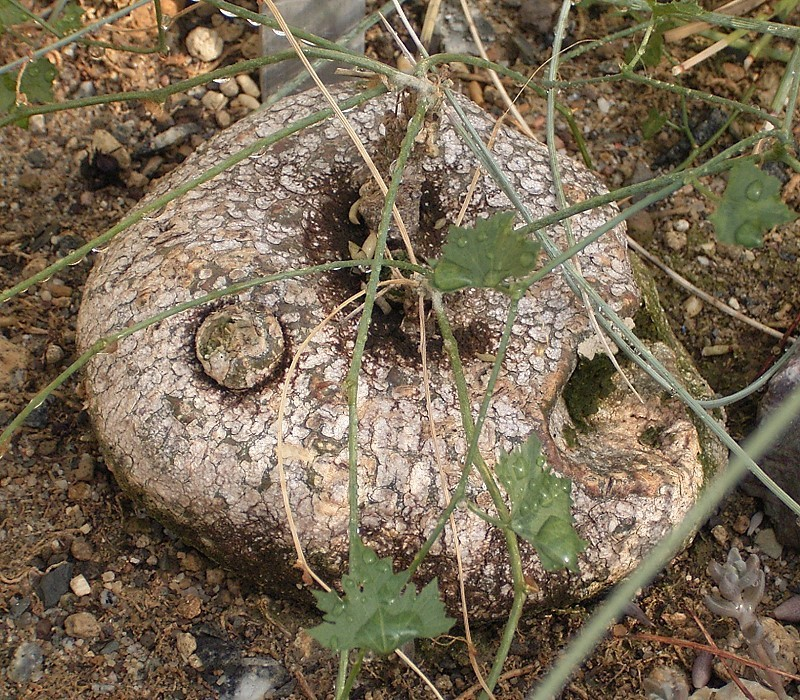